# Atlético Olympic Football Club
El Atlético Olympic FC es un equipo de fútbol de Burundi que milita en la Primera División de Burundi y tiene como sede la ciudad de Buyumbura, capital del país.

## Palmarés
- Primera División de Burundi: 2

2004, 2011
- Copa de Burundi: 1

2000

## Participación en competiciones de la CAF
| Temporada | Torneo                       | Ronda      | Club            | Casa | Visita | Global |
| --------- | ---------------------------- | ---------- | --------------- | ---- | ------ | ------ |
| 2010      | Copa Confederación de la CAF | Preliminar | Warri Wolves FC | 1-1  | 0-1    | 1-2    |
| 2012      | Liga de Campeones de la CAF  | Preliminar | AS Vita Club    | 4-1  | 0-5    | 4-6    |
| 2016      | Copa Confederación de la CAF | Preliminar | Fomboni FC      | 2-0  | 0-1    | 2-1    |
| 2016      | Copa Confederación de la CAF | 1          | CF Mounana      | 0-2  | 0-3    | 0-5    |